# Barrio de Lomba
Barrio de Lomba (en  sanabrés Barriudellomba) es una localidad del municipio de Cobreros, en la comarca de Sanabria de la provincia de Zamora, España.

## Ubicación
Se encuentra ubicado en la comarca de Sanabria, al noroeste de la provincia. Pertenece al municipio de Cobreros, junto con las localidades de: Avedillo de Sanabria, Castro de Sanabria, Cobreros, Limianos de Sanabria, Quintana de Sanabria, Riego de Lomba, San Martín del Terroso, San Miguel de Lomba, San Román de Sanabria, Santa Colomba de Sanabria, Sotillo de Sanabria y Terroso.
Barrio de Lomba se encuentra situado en pleno parque natural del Lago de Sanabria, el mayor lago de origen glaciar de España, además de un espacio natural protegido de gran atractivo turístico.
Se encuentra situado en el corazón de la comarca de Sanabria, a 4 km de Puebla y 3 km de El Puente, los centros neurálgicos de la actividad social, económica y cultural. Goza de un emplazamiento en terrenos despejados, situado entre prados, cortinas (huertas) y arboledas.

## Historia
Durante la Edad Media Barrio de Lomba quedó integrado en el Reino de León, cuyos monarcas habrían acometido la repoblación de la localidad dentro del proceso repoblador llevado a cabo en Sanabria. Tras la independencia de Portugal del reino leonés en 1143 la localidad habría sufrido por su situación geográfica los conflictos entre los reinos leonés y portugués por el control de la frontera, quedando estabilizada la situación a inicios del siglo XIII.
Posteriormente, en la Edad Moderna, Barrio de Lomba fue una de las localidades que se integraron en la provincia de las Tierras del Conde de Benavente y dentro de esta en la receptoría de Sanabria. No obstante, al reestructurarse las provincias y crearse las actuales en 1833, la localidad pasó a formar parte de la provincia de Zamora, dentro de la Región Leonesa, quedando integrado en 1834 en el partido judicial de Puebla de Sanabria.
Finalmente, en torno a 1850, el antiguo municipio de Barrio de Lomba se integró en el de Cobreros.

## Población
Barrio de Lomba, con una superficie de 285,5 ha, es una de las trece pedanías que configuran el Exmo. Ayuntamiento de Cobreros. La población de este municipio es de 609 habitantes, 311 hombres y 298 mujeres, según censo de 2010. De los cuales, 94 habitantes, 48 mujeres y 46 hombres, están censados en la pedanía de Barrio de Lomba. No obstante, como en toda la comarca sanabresa, en los meses de invierno la población real se reduce. La mayor parte de habitantes de esta localidad son personas jubiladas.

## Economía
La actividad económica fundamental se centra en el sector industrial, existiendo un taller de carpintería metálica, una industria transformadora de madera, otra de piedra, un negocio de transportes internacionales, una panadería con horno, un bar y una empresa de la construcción. Las personas que trabajan en estos negocios, en su mayoría, no residen en el pueblo.
Además hay tres explotaciones ganaderas (ganado ovino).
Entre los servicios públicos destacados: 
- Salud: Centro de Atención Primaria (3 días en semana)
- Educación: Centro de Educación Infantil de 0 a 3 años
- Deportes: Pista Polideportiva y Parque de Juegos Infantil
- Sociedad: Existen varios centros cívicos, antiguos hornos de pan reconvertidos.
- Transporte: Línea diaria de autobús a Zamora y Benavente.

Barrio de Lomba es un cruce de caminos y como tal tiene conexión directa por carretera con Cobreros, San Miguel, Ilanes, Puente de Sanabria y Puebla de Sanabria.

## Arte y Patrimonio
La arquitectura presenta una gran variedad de formas y estilos, destacan algunas casas tradicionales en piedra del país y madera, con largas balconadas protegidas por aleros muy salientes, con las cuadras y bodegas en la planta baja y la vivienda en el primer piso, al que se accede por una escalera interior, y junto a ellas se aprecian nuevas construcciones en las que el ladrillo, y el cemento son la base primordial.
Es digna de reseñar la iglesia parroquial de San Lorenzo, situada en el Barriobajo y visible desde las carreteras que se cruzan en el centro del pueblo al estar ubicada en una zona despejada. Destaca la linterna de su cúpula, arquitectónicamente muy bien resuelta, obra bien proporcionada. Consta de una sola nave, con crucero de media naranja en el centro, con una ornamentación sobria, pero perfecta en sus detalles.